# حسن بعيو
حسن بعيو، من مواليد 21 أغسطس 1949 في تونس (باب السويقة)، لاعب كرة قدم تونسي يلعب كمهاجم.

## المسيرة
انضم إلى صفوف النادي الأفريقي في الفئات السنية قبل الانتقال إلى صنف الأكبار خلال موسم 1968-1969. على الرغم من أنه لا يمتلك أسلوبًا رائعًا، إلا أنه فعال للغاية، خاصة في المناسبات الخاصة: هكذا تم تسجيل معظم أهدافه ضد الفرق الكبيرة، ولا سيما الترجي الرياضي التونسي. سجل هاتريك في 9 أكتوبر 1977 (5-2)، بينما في عام 1976، سجل هدفين فقط خلال هذا الموسم، على حد سواء ضد تلترجي بمناسبة المباريات خارج المنزل وخارجها. ويعتبر الهادف التاريخي في ديربي تونس العاصمة برصيد 9 أهداف
الفائزون الوحيدون هم الفريق الوطني الذي يحمله، ولكن فقط في الفئات المبتدئة. أنهى حياته المهنية في عام 1979 لكنه لا يزال قريبًا جدًا من فريقه حيث يعمل كمدرب أو مندوب للفريق الأول.

## الألقاب
بطولة تونس لكرة القدم: 1973 ، 1974 ، 1979
كأس تونس لكرة القدم: 1970 ، 1972 ، 1973 ، 1976
كأس الأبطال المغاربيين: 1970
كأس المغرب العربي لأندية الأبطال: 1973 و 1974 و 1975
بطولة تونس تحت 23 سنة: 1968

## الإحصائيات
| المنافسة         | لعب | سجل |
| ---------------- | --- | --- |
| بطولة تونس       | 170 | 60  |
| كأس تونس         | 25  | 14  |
| الكؤوس المغاربية | 10  | 2   |